# Інгулка
Інгу́лка — село в Україні, у Баштанському районі Миколаївської області. Адміністративний центр Інгульської сільської громади. Населення становить 2025 осіб. Розташоване на правому березі річки Інгул, за 36 км на південний захід від міста Баштанка і за 9 км від залізничної станції Лоцкине на лінії Миколаїв-Сортувальний — Долинська.

## Історія села
Територія, на якій знаходиться Інгулка, була заселена ще в глибокій старовині. Про це свідчать виявлені тут залишки декількох поселень епохи бронзи (III—II тисячоліття до н. е.) і скіфського часу (VI—II с. до н. ери).
Сучасне село утворилося в 1945 р., коли в один населений пункт об'єдналися два — Інгулка і Богданівка.
Інгулка заснована в 1802 р. болгарами, що бігли від турецького ярма, яким російський уряд дозволив оселитися на землях поблизу від річки Інгул. Серед перших жителів Інгулки були українці. Поселення спочатку називалося Малою, або Інгульською, Болгаркою. У 1811 р. тут налічувалося 206 чоловік (39 сімей). З 1822 р., коли болгари оселилися на інших землях, царський уряд почав переселяти сюди державних селян із Золотоношського повіту Полтавської губернії.
За поселенням закріпилася назва Інгулка (по найменуванню річки, поблизу якої воно розташоване). Поселенці випробовували гостру нужду в усьому. Не було житла, господарських приміщень, тяглової сили, інвентарю. Для прибулих сюди поселенців казна побудувала чотири будинки, у кожному з них поміщалося по 50-60 осіб.
З 1822 р. Інгулка стала військовим поселенням, де жили 764 чоловіка. У тому ж році вона увійшла до складу 2-го Бузького уланського полку 3-ї Бузької уланської дивізії.
У цій же місцевості трохи раніше Інгулки виникло невелике поселення, яке в документах зустрічається під двома назвами, — Хрінове і Богданівна. У травні 1788 р. під час російсько-турецької війни 1787—1791 рр. тут побував проїздом командувач Бузьким єгерським корпусом Михайло Кутузов. У його рапорті згадується село Хрінове, а на карті розташування військ воно позначене як Богданове, що, мабуть, є спотвореним найменуванням Богданівки. Поселялися тут переважно збіглі кріпосні селяни.
З часом вони закріпачилися поміщиками — власниками Богданівки. Поміщики (які саме, ви навіть не переглянули архівні данні і не знаєте прізвищ поміщиків. А вони є.) мали тут 3900 десятини землі. У 1809 р. у Богданівці налічувалося 20 дворів з 52 кріпаками чоловічого і 38 жіночої статі. Селяни піддавалися жорстокій експлуатації. На полях поміщика їм доводилося працювати три — чотири дні в тиждень. Крім того, вони повинні були виконувати різні повинності — придорожню, приймали на постій і інше.
З часом населення обох сіл збільшилося. Так, впродовж 1840—1841 рр. в Інгулку переселили багато селян з Полтавської, Київської і інших губерній. Через річку Інгул була споруджена переправа: повз село проходив старий Чумацький шлях в Крим. Інгулка входила до складу Гурьєвської, а пізніше — Балацковської волості Херсонського повіту Херсонської губернії.
Життя військових поселенців регламентувалося суворим режимом. За щонайменшу провинність їх жорстоко карали. По 4-5 днів в тиждень вони працювали на казну і тільки 1-2 дні — на себе. Постійна муштра, будівництво доріг і казарм не давали можливості поселенцям займатися своїм господарством. У більшості селян не було робочої худоби, інвентарю. Поселенці ділилися на хазяїв і їх помічників. Перші мали наділи від 12 до 24 десятини, а інші — тільки по шість.
Жили бідняки в глинобитних хатах або землянках, у яких посередині стояла велика піч, а в сінях знаходилася «кабица» (вогнище). У «покуття» (під образами) знаходився довгий вузький стіл, покритий скатертиною, на якому ставили хліб і сіль. Окрім стіл і крамниці, інших меблів не було.
Влада не піклувалася про благоустрій Інгулки і Богданівки. Вузькі сільські вулички влітку потопали в пилюці, а навесні і осінню тут стояв непрохідний бруд. Медичних установ і навчальних закладів в Інгулці та у Богданівці не було.
У 1857 р. військових поселенців перевели на положення державних селян. У 1859 р. в Інгулці налічувалося 147 дворів і 1805 жителів. Селян Інгулки наділили землею, за яку вони платили поземельний (від десятини) податок. Наділ становив у середньому 7 десятини на ревізьку душу.
У 1859 р. у Богданівці проживали 223 людини. Через виснажливу працю на панщині більшість жителів села не могли обробити свої мізерні наділи. Сім'ї кріпаків страждали від убогості і безправ'я.
Після проведення реформи 1861 р. селяни Богданівці отримали наділи по 4-5 десятини, з них 2-3 десятина сінокісних угідь і 2 — орної землі. А селянин П. Самойлюк, наприклад, отримав всього 1 десятину 350 сажнів. Щорічно жителі Богданівки повинні були платити казні за увесь наділ в середньому по 35 крб. викупних платежів і різних податків. Багато селян не мали можливості виплачувати такі суми. Їх тяжке положення посилювалося і тим, що землі тут були неродючі.
У 1865 р. жителі Інгулки скаржилися у волость на священика Бібікова, який за освячення колодязя брав рубель сріблом, а на свято ходив по селу, читаючи молитву, і вимагав з кожного двору пуд зерна. У своєму листі селяни обурювалися грубою поведінкою священика, який часто в «божому храмі» обсипав їх лайками, залякував «божою карою».
Згідно із законом від 24 листопада 1866 р. про поземельне облаштування державних селян за жителями Інгулки закріпили ті наділи, які знаходилися в їх користуванні до реформи. Проте розмір щорічної державної оброчної податі, яку вони повинні були платити, збільшився. У 1886 р. селян перевели і викуп. Оброчну подать замінили викупними платежами, їх слід було виплатити впродовж 44 років. Станом на 1886 рік у селі Гур'ївської волості мешкало 1162 особи, налічувалось 273 двори, існувала православна церква.
З розвитком капіталізму посилювався процес того, що обезземелювало основної маси селянства. Бідняки Інгулки, не маючи інвентарю і тягла для обробки своїх наділів, вимушені були продавати їх за безцінь або віддавати в оренду. У 1906 р. в Інгулці налічувалися 453 селянські господарства, з них 9 відсотків були безземельними й малоземельними, їхні наділи не перевищували 7 десятини, тоді як 7 відсотків заможних господарств мали по 25-40 і більше десятин найкращої землі.
На початку XX ст. у Богданівці з 61 селянського господарства у 13 відсотків не було землі, 40 відсотків були малоземельними (від 1 до 7 десятини). 9,5 відсотків заможних господарств мали по 25-40 десятини землі, у 13 відсотків селянських дворів не було ніякої худоби, у 9 відсотків — коней і інвентарю. В той же час 11 заможних господарств мали по 3-7 пар коней.
У 1896 р. населення Інгулки становило 2086 чоловік, Богданівки — 351. невпорядкованих вулиць обох населених пунктів мали убогий вид. За медичною допомогою населенню Інгулки і Богданівки доводилося звертатися в інші села.
Більшість жителів обох сіл не знали грамоти. У Інгулці в 1860 р. почала функціонувати приходська школа. Необхідних засобів і відповідного приміщення для неї не було, тому в 1880 р. її закрили. Через вісім років тут відкрили однокласну церковноприходську школу, де навчалося 70 хлопчиків і 12 дівчаток. У звіті про роботу Інгульськой церковноприходської школи за 1901 р. повідомлялося, що 45 дітям відмовлено в прийомі через нестачу місць. Тільки у 1910 р. в Інгулці почала працювати двокласна церковноприходська школа.
У Богданівці перша земська школа відкрилася в 1897 р. Впродовж 1900 р. з 50 учнів цієї школи 11 залишили навчання через матеріальну скруту. Більшість дітей бідняків відвідували заняття тільки взимку, навесні ж вони йшли батрачити.

### Революційні події 1905 року
Усе більш загострювалися класові протиріччя на селі. Політичне безправ'я, скрутне економічне становище викликали гостре невдоволення бідноти існуючим ладом. Події революції 1905 року, виступу робітників Миколаєва, агітація революційно налагодженої інтелігенції, у тому числі учитель Інгульської школи Г. В. Мордюкова, сприяли росту політичної свідомості селянства. Весною 1905 р. жителі Інгулки вирубали дерева в плавнях поміщика Шардта.
Для придушення виступу прибув загін із 50 козаків. Увірвавшись в сільську школу, вони побили учителя Г. В. Моршакова (у двох абзацах два різних прізвища вчителя, а доля одна і та ж), якого потім відправили до в'язниці і розстріляли. Були покарані і інші учасники виступів. Літом 1905 р. селяни Інгулки спалили урожай і садибу землевласника Кранцфельда, вирубали частину його лісу, розділили зерно. Вони вимагали конфіскації поміщицької землі, підвищення плати поденним робітникам, восьмигодинного робочого дня.

### Столипінська реформа
В результаті проведення столипінської аграрної реформи посилився процес класового розшарування селянства. У 1909 р. тільки 35 заможних господарств Інгулки і Богданівки володіли 2550 десятиною, що становило 44 відсотків усіх земель. Вони заснували хутори Надіївку, Штейнгут та ін. 100 десятини належало церкві. В той же час більше 60 селянських господарств Богданівки мали всього 234 десятину. У 1916 р. в Інгулці налічувалося 10 відсотків заможних господарств, 30 відсотків середняцьких і 60 відсотків бідняцьких.
З 1915 р. Інгулка стала центром волості. Тут двічі в рік проводилися ярмарки, щотижня збиралися базари, були три шинки. Багато місцевих жителів займалися промислами і торгівлею. Працювали паровий млин, маслоробня, був магазин.

### Перша Світова війна
Перша світова війна погіршила і без того скрутне становище бідноти. Багатьох чоловіків відправили на фронт. Господарства бідняків і середняків приходили в занепад. У них вилучили для потреб армії більше 150 коней зі збруєю, 200 голів великої рогатої худоби, 80 возів.
У 1916 р. в Інгулці і Богданівці сталися виступи жінок, що вимагали повернути з армії їх чоловіків і синів, а також припинити подальшу мобілізацію в армію і реквізицію худоби.

### Період українських визвольних змагань
Не покращало життя селян і після встановлення в Києві Української Центральної Ради. Нова українська влада не змогла виробити свою політику по відношенню до села. Так звані селянські комітети діяли в інтересах заможних селян — розподілили між ними частину незайнятих і незасіяних поміщицьких земельних угідь, мотивуючи це тим, що біднякам нічим обробляти землю.
У січні 1918 р. в Інгулці, обрана волосна Рада, до якої увійшли Д. Т. Цуркан (голова), X. С. Поливченко, І. С. Задирака, К. Я. Пархоменко, Г. Ф. Белоус та ін. У складі Ради були також депутати від Богданівки. Під керівництвом Ради біднота Інгулки і Богданівки почала ділити поміщицьку і надлишки куркульської землі між безземельними і малоземельними.
У березні 1918 р. у Києві було встановлено гетьманську владу Павла Скоропадського. В селі в цей час розміщувалися німецько-австрійські підрозділи. Разом з ними повернулися поміщики. У грудні 1918 р. після відновлення Української Народної Республіки, у село прийшли англо-французькі інтервенти, що «господарювали» тут до 2 березня 1919 р.
У 1919 році тут була обрана Рада робочих, селянських і червоноармійських депутатів. Головою його став А. З. Литвиненко, а Раду у Богданівці очолила Д. Т. Цуркан. Ради приступили до перерозподілу землі — на кожного члена сім'ї нарізалося по 2,5-3 десятину. Але і цього разу радянське будівництво було перерване. 19 серпня 1919 р. обидва села захопили денікінці.
Для боротьби з білогвардійцями під керівництвом Миколаївського тимчасового більшовицького підпільного комітету почали створюватися партизанські загони. Миколаївські робітники — більшовики І. К. Свинціонік і В. К. Свинціонік поширювали в Інгулці прокламації, закликали селян до озброєної боротьби. У жовтні 1919 р. жителі Інгулки і Богданівки приєдналися до Баштанської республіки. У листопаді в ці села увірвалися денікінці і почали жорстоку розправу над населенням. Були убиті селяни І. С. Циганенко, Ф. В. Стасюк, Е. Ф. Іщенко, І. Т. Івасик.

### Радянська влада
У кінці січня 1920 р. частини 41-ї стрілецької дивізії окупували Інгулку і Богданівку, вигнавши звідти денікінців. 12 лютого того ж року утворений Інгульський сільський ревком, а 23 лютого — волревком, що поширював свою владу і на Богданівку. При волревкомі у кінці лютого 1920 р. був створений перший партосередок Комуністична партія Радянського Союзу.
27 березня 1920 р. в Інгулці відбулися загальні збори, на яких обрали постійний орган влади — Раду робочих, селянських і червоноармійських депутатів (голова І. І. Топчій). Того ж дня відбулися вибори і у Богданівці, де Раду очолив бідняк І. Н. Павленко. Ревкоми передали свої повноваження обраним Радам. В цей розпочалася боротьба проти заможного селянства — куркулів. За рішенням комнезамів, у кулаків відібрали надлишки хліба, частину інвентарю, а також коней, худобу і передали безземельним і малоземельним селянам.
Після більшовицької політики 1921 р. почався голодомор, під час котрого голодні селяни вбили місцевих комуністичних активістів та представників влади.

### Колективізація
У вересні 1920 р. почала працювати прокатна станція, а при ній — майстерня по ремонту сільськогосподарських машин і інвентарю. Через два роки тут створили сільськогосподарське кредитне товариство, яке надавало значну допомогу селянам, особливо біднякам. У серпні 1922 р. загальні збори комітету; незаможних селян Богданівки вирішило організувати першу артіль — «Своя праця», у яку спочатку вступили 26 чоловік (дев'ять бідняцьких господарств).
В 1922 р. в Інгулці створюються артілі і ТОЗи — «Плуг», ім. Шевченка, «Серп», а в Богдановці — ім. Ілліча, «Схід». В 1925 р. організовано садово-виноградне товариство «Червоний почин», а через рік — машинно-тракторне товариство «Червона дружба».
Вже в 1920 р. в Інгулці працювали медпункт, дві початкові школи. Наступного року відкрили дитячий будинок для сиріт. З 1923 р. функціонував сільський клуб. При ньому відкрили бібліотеку, були створені драматичний, хоровий, музичний і інші гуртки. В листопаді 1929 р. сільгоспартілі і ТОЗи Інгулки (всього 295 господарств) об'єдналися в один колгосп «Інгул», головою якого вибрали двадцятип'ятитисячника, робочого Чорноморського суднобудівельного заводу А. І. Благодатного. В 1930 р. колгосп «Інгул» об'єднував 75 % селянських господарств. В тому ж році його розукрупнили на три — ім. Калініна, ім. Петровського і ім. Постишева (пізніше отримав назву ім. Андрєєва). Тоді ж була організована сільгоспартіль і в Богданівці. В 1937 р. на базі колгоспу ім. Калініна створили два — ім. Горького та ім. Калініна.
Велику роль в технічному переозброєнні колгоспів зіграла Інгульська МТС, організована в 1936 р. Перед війною вона мала свій в розпорядженні 75 трактори, 27 зернові комбайни і іншу техніку. Жодного слова про Голодомор і розкуркулення. Хоча купа інформації в вільному доступі, де десятки селян з Інгулки було розкуркулено. Там вказані прізвища та імена інгулян.
На початку 1937 р. в колгоспах Інгулки і Богданівки працювали 1290 чоловік. За господарствами було закріплене понад 6700 га землі. В сільгоспартілях налічувалося 16 сівалок, 38 жаток, 28 віялок, автомашина і інша техніка.
Колгоспи мали близько 1650 голів великої рогатої худоби, 461 кінь, 558 свиней, 1500 овець, понад 3 тис. голів птаха. В 1939 р. артіль ім. Горького стала учасницею Всесоюзної сільськогосподарської виставки.
В 1937 р. в Інгулці побудували лікарню на 60 ліжок, у ній трудилися сім лікарів і 15 чоловік середнього медперсоналу. Для малюків відкрили п'ять дитячих ясел. Працювали дві початкові і середня школи. В них 25 вчителів навчали 443 учні. Повністю була ліквідована неписьменність серед дорослого населення. Здійснювалася радіофікація будинків колгоспників. Функціонували клуб, бібліотека, звукова кіноустановка, дві хати-читальні і два червоні кути. Почалося будівництво ще одного сільського клубу із залом для глядачів на 450 місць.

### Друга світова війна
З початком Другої світової війни, у східні райони СРСР вивозилися техніка, колгоспна худоба. Поблизу від Інгулки розгорілися запеклі бої. 55-й стрілецький корпус Червоної Армії, яким командував генерал К. А. Коротєєв, двоє діб стримував натиск німців. 16 серпня 1941 село захопили німці. Жителів примушували працювати в полі, будувати військові укріплення. Понад 250 хлопців і дівчат було відправлено на каторжні роботи до Німеччини. За відмову виїхати разом з відступаючими військами гітлерівці розстріляли 32 жителі Інгулки. Під час розстрілу в село увірвалися радянські розвідники, якими командував сержант Г. В. Жульмін. Вони знищили каральний загін німців. 14 березня 1944 р. частини 6-ї армії (командувач — генерал-лейтенант Іван Шльомін), у тому числі 203-а і 224-та стрілецькі дивізії звільнили село від гітлерівців, і забезпечили відновлення радянської окупації в селі. 925 місцевих жителів билися на фронтах німецько-радянської війни на боці СРСР, з них 151 поліг в бою, а 95 чоловік «за мужність і відвагу, проявлені в боях», нагороджено радянськими орденами і медалями. Працездатне населення скоротилося наполовину, не вистачало робочої худоби. Орати доводилося коровами, сіяти вручну. В кінці 1944 почали працювати МТС.

### Повоєнна відбудова села
Значну допомогу у відновленні сільгоспартілей надавала трудівникам Інгулки і Богданівки держава, надаючи позики, кредити, посівне зерно, худобу. Вже восени 1944 р. всі п'ять колгоспів виконали зобов'язання перед державою. Сільгоспартіль ім. Гіркого, наприклад, здала 2500 ц зерна, крім того, понад план — 800 ц.
У квітні 1944 р. була відновлена лікарня. Відновили роботу школи. З шкільних меблів залишилося лише дві парти. Жителі приносили в школу власні столи і лави.
Колгоспники обох сіл докладали всі зусилля, щоб прискорити перемогу над ворогом. Так, вони брали участь в зборі грошей на танкову колону «Колгоспник Миколаєва», активно підписувалися на державні позики. Зокрема, у травні 1945 р. робочий Богдановського плодорозсадника М.X.Калашник підписався на 4-у Державну позику на 10 тис. крб.
Його прикладу пішли багато місцевих жителів. Після закінчення Німецько-радянської війни швидшало відновлення зруйнованого господарства. В 1945 р. Інгулка і Богданівка злилися в один населений пункт, що отримав назву Інгулка. В 1949 р. всі колгоспи успішно виконали план хлібоздачі. В 1950 р. з п'яти сільгоспартілей утворені дві — ім. Андрєєва і ім. Калініна. Їх об'єднання сприяло більш швидкому розвитку всіх галузей сільськогосподарського виробництва.
За роки першої післявоєнної п'ятирічки в основному був ліквідований збиток, нанесений господарствам Інгулки війною, збільшилися в порівнянні з довоєнним рівнем посівні площі, поголів'я худоби.
Значні зміни відбулися в області охорони здоров'я, народної освіти, культури. В 1950 р. в Інгулці працювали амбулаторія і лікарня на 35 ліжок з трьома відділеннями — терапевтичним, пологовим і дитячим. Медичну допомогу жителям села надавали чотири лікарі і 32 люди середнього і молодшого медперсоналу. Функціонували початкова і середня школи. В них 26 вчителів навчали 200 учнів. В сільському клубі були створені гуртки художньої самодіяльності — драматичний, хоровий, танцювальний, які відвідували 25 чоловік. При клубі була кіноустановка. Працювала бібліотека, фундація якої становила близько 900 книг.
Самовіддано трудилися колгоспники в подальші роки. Сільгоспартіль ім. Калініна в 1956 р. стала учасником ВСГВ. Значних успіхів добилися трудівники плодорозсадника. Площа його становила 150 га, щорічно тут вирощували по 70-80 тис. плодових і 100—120 тис. декоративних саджанців і одержували близько 50 тис. крб. прибутку.

### Економіка села 1958—1980 роки
У 1958 році колгоспи ім. Андрєєва і ім. Калініна об'єдналися в одне крупне багатогалузеве господарство «Ленінський шлях», за яким біло закріплено 9805 га сільськогосподарських угідь, у тому числі 7526 га орних земель. В тому ж році у зв'язку з реорганізацією МТС колгосп придбав 37 тракторів, 26 зернових і інших комбайнів. Машинний парк мав 24 вантажні і три легкові автомашини, 25 електродвигунів. Працювала майстерня по ремонту сільськогосподарської техніки. Завдяки зростанню механізації, упровадженню новітніх досягнень агрономічної науки підвищилася врожайність колгоспних полів. Вже в 1958 р. господарство отримало по 22,7 цнт. зерна озимих з кожного гектара. Зміцнення економіки колгоспу, збільшення його доходів дозволили виділити засоби на будівництво. Протягом 1960—1962 рр. побудовано три ферми і відгодівельний пункт на 2 тис. голів. Основні виробничі процеси в тваринництві були механізовані.
Передові комбайнери П. І. Кравченко і Н. Т. Шевченко, зібравши урожай з 260 га, намолотили кожний по 5 тис. ц зерна. По 26 поросят від кожної свиноматки отримав очолюваний М. С. Білоус колектив свиноферми, який також був занесений на районну Дошку шани. 83 найкращі трудівники колгоспу нагороджено медаллю «За доблесну працю». В 1974 р. замість існуючих раніше рільничих і тракторних бригад, тваринницьких ферм були утворені цехи. Основною виробничою одиницею в рільництві став механізований загін. Оплата праці членів загону проводилася по акордно-преміальній системі. В колгоспі значно підвищилася продуктивність праці. План виробництва зерна в дев'ятій п'ятирічці колгосп виконав на 104 %. Врожайність в середньому склала 23,8 ц з гектара. Господарство перевиконало плани продажу державі молока, яєць, шерсті. В 1977 році сільські трудівники отримали по 29,5 цнт. зернових з гектара. Чистий дохід склав 581 тис. крб. при плані 187,4 тис. крб. Колгосп «Ленінський шлях» став великим багатогалузевим господарством. З кожним роком тут все більше проводиться сільськогосподарській продукції. В 1976—1980 рр. врожайність зернових склала 24,5 ц з гектара. Збільшується поголів'я суспільної худоби. В колгоспі розводять велику рогату худобу червоної степової породи, свиней білої української породи. В 1980 р. в господарстві налічувалося великої рогатої худоби 2300 голів, овець — 2000, птахи — 2500 голів. У десятій п'ятирічці з розрахунку на 100 га сільгоспугідь було проведене 315 ц молока.
У 1980 р. на полях колгоспу працювали 56 тракторів, 17 комбайнів, 29 автомашин і багато іншої техніки. Значні енергоресурси господарства. Якщо в 1970 р. колгосп мав свій в розпорядженні 191 електродвигун, то в 1980 р. — вже 417. Тільки в 1976—1980 рр. побудована механічна майстерня і механізований струм, упроваджується поливна система землеробства.
Середньомісячна оплата праці в колгоспі «Ленінський шлях» становила 114 крб. Збільшилося заробітчанство механізаторів. Якщо в 1976 р. механізатор в середньому в місяць заробляв 180 крб., то в 1980 р.-250-280 крб. Широкий розмах придбало житлове будівництво. В 50—70-і роки тут побудовано більше 500 будинків, що упорядкували. Колгосп надає індивідуальним забудовникам грошові позики, будівельні матеріали. Сім'ї колгоспників жили в достатку, вони мали в особистому користуванні 40 автомобілів і близько 300 мотоциклів. В селі заасфальтовано 20 км вулиць і тротуарів, прокладено 20 км водопроводу. Діє автоматична телефонна станція.

### Незалежна Україна
З 24 серпня 1991 року село належить до незалежної України.

## Населення
Згідно з переписом УРСР 1989 року чисельність наявного населення села становила 1981 особа, з яких 908 чоловіків та 1073 жінки.
За переписом населення України 2001 року в селі мешкала 2021 особа.

### Мова
Розподіл населення за рідною мовою за даними перепису 2001 року:
| Мова       | Відсоток |
| ---------- | -------- |
| українська | 93,98 %  |
| російська  | 4,05 %   |
| білоруська | 0,89 %   |
| молдовська | 0,64 %   |
| вірменська | 0,35 %   |
| гагаузька  | 0,05 %   |
| грецька    | 0,05 %   |

## Освіта і культура
В 1980 р. працювали підприємства побутового обслуговування. В будинку побуту — ательє мод, фотоательє. Готель. До послуг жителів — дев'ять спеціалізованих магазинів, кафе. Товарообіг торгової мережі в 1976 р. становив 2,2 млн крб., в 1980 році — 3,1 млн рублів. В 1980 р. функціонувала дільнична лікарня на 85 ліжок на двох лікарів і 13 фахівців з середньою медичною освітою, два дитячі сади. середня і заочна школи — 418 учнів, 37 вчителів. Інгульська середня школа працювала з продовженим днем, і триразовим харчуванням.
У будинку культури на 420 місць, у гуртках художньої самодіяльності активну участь брали більше 40 жителів села. Тут регулярно демонструвалися кінофільми, влаштовувалися концерти художньої самодіяльності, читалися лекції, доповіді.
У бібліотеках села налічується 25,5 тис. книг.
Працювала в Інгулці первинна організація Української спілки охорони пам'ятників історії і культури. У ній налічувалося 865 чоловік.

## Відомі уродженці села
- Задирака Костянтин Васильович (1911—1967) — радянський вчений, доктор фізико-математичних наук, старший науковий співробітник Інституту математики НАН України.
- Макаров Анатолій Васильович (1937) — заслужений лікар України, лауреат Державної премії України в галузі науки і техніки.
- Макаров Віктор Васильович (1946) — український науковець. Контр-адмірал. Професор. Начальник Севастопольського військово-морського інституту імені П. С. Нахімова.